# مصطفى العدوان
مصطفى ماجد العدوان (1942 - 1992)، رئيس النادي الفيصلي (1979 - 1989)، لاعب النادي الفيصلي من 1958 إلى 1974 ومثل المنتخب الأردني سابقاً، عضو الأتحاد الأردني لكرة القدم سابقاً ونائب رئيس الاتحاد الاردني حتى وفاته في 1992/5/20 شغل منصب رئاسة النادي الفيصلي منذ عام 1979 وحتى عام 1989. والده ماجد سلطان العدوان.

## نشأته
بالرغم من أن مصطفى نشأ في بيت سياسي خالص حيث ان والده ماجد العدوان زعيم سياسي معروف الا انه اهتم بالرياضة وكرة القدم مبكراً متأثراً بشقيقه الأكبر الشيخ سلطان العدوان، وكان النادي الفيصلي حينها يتطور بشكل ملفت حيث أن شقيقه سلطان العدوان العدوان قد أسهم في تطويره خاصة لعبة كرة القدم.

## مسيرته في الملاعب
التحق مصطفى العدوان بالنادي الفيصلي عام 1956 حيث لعب في فريق الاشبال، وفي عام 1958، أنتقل إلى صفوف الفريق الأول، وكانت مباراته الأولى في الدوري، في مدينة القدس، عندما خاض النادي الفيصلي مباراته ضد نادي الموظفين المقدسي، وخلال الشوط الثاني لعب بديلا للاعب عدنان نغوي بعد أصابته، وهنا قدم مصطفى العدوان للجمهور مهارته وكشف عن قدرات لاعب كبير، فلقد تمكن من تسجيل هدف، وأسهم بفعالية بخروج فريقه فائزا بثلاثة أهداف. واستمر يلعب للفيصلي طوال ثماني عشرة سنة حتى اعتزاله عام 1974، وخلال هذه الفترة، لم يخسر النادي الفيصلي أي بطولة من بطولات الدوري الأردني. وفي عام 1962 انضم إلى صفوف المنتخب الأردني فكانت له مع المنتخب صولات وجولات، لم يدخر فيها جهدا أو يوفر مهارة، فقد استهل هذا المشوار بالمشاركة ببطولة كأس العرب الأولى في بيروت عام 1963 وفي الدورة الثانية للبطولة نفسها في الكويت عام 1964م، والبطولة الثالثة في العراق، بعد ذلك بعامين، ومن أبرز مشاركاته مع المنتخب مشاركته في بطولة معرض دمشق الدولي، عام 1968م حيث سجل في هذه البطولة هدفين.
لعب مصطفى مباراته الاخيرة في الملاعب وكانت بين قطبي الكرة الأردنية آنذاك الفيصلي والجزيرة موسم 1974 وتوج يومها الفيصلي ببطولة الدوري ورفع مصطفى كأس الدوري واعلن اعتزاله بعد المباراة.

## رئاسة النادي الفيصلي
أصبح مصطفى العدوان رئيسا للنادي الفيصلي عام 1979 فكان له دور ملموس في تطويره، والارتقاء بمستواه حتى غدا واحدا من أبرز الأندية العربية، وكان قريبا من اللاعبين، وصديقا للجميع، مما مكنه من تعميق الانتماء للنادي وللوطن، باعتبار الرياضة مهذبة للنفس، ومبنية على الروح الرياضية الصادقة، وقد عاصر عددا من نجوم الكرة في النادي على رأسهم شقيقه الأكبر الشيخ سلطان الذي قدم للنادي وللكرة الأردنية، وكذلك رافق محمد أبو عوض، ونادر سرور وجودت عبد المنعم، وأحمد السكران، طوني زغلول وغيرهم الكثير، وكان عضوا في اتحاد كرة القدم لفترة من الزمن، فسحت المجال للمساهمة في تطوير هذه اللعبة في الأردن. وخلال فترة رئاسته التي امتدت حتى العام 1989حقق النادي الفيصلي بطولة الدوري الأردني 6 مرات، وبطولة كأس الأردن 4 مرات، وبطولة كأس الكؤوس 4 مرات، وبطولة درع الأتحاد الأردني مرة واحدة .

## وفاته
كان رحيله مفاجئاً ومبكراً، فلقد توفي في منزله في الشميساني مساء يوم الأربعاء الموافق للعشرين من أيار عام 1992، ولم يكن يعاني من أي عارض صحي، ورغم غيابه غير المتوقع، فإن مكانته في الذاكرة ما زالت موجودة إلى اليوم.